# Estação Ferroviária de Benfica

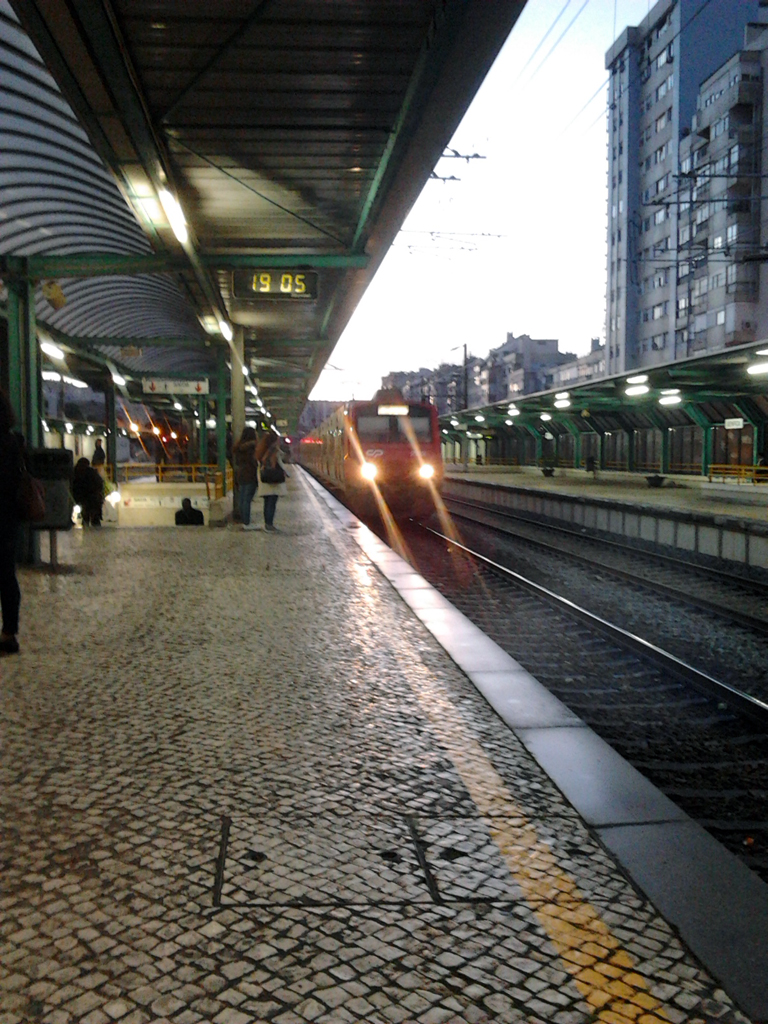
Comboio da série 2300 chegando a Benfica, em 2016.

A estação ferroviária de Benfica (nome anteriormente grafado como "Bemfica") é uma interface ferroviária da Linha de Sintra, que serve a zona de Benfica, na cidade de Lisboa, em Portugal.

## Descrição

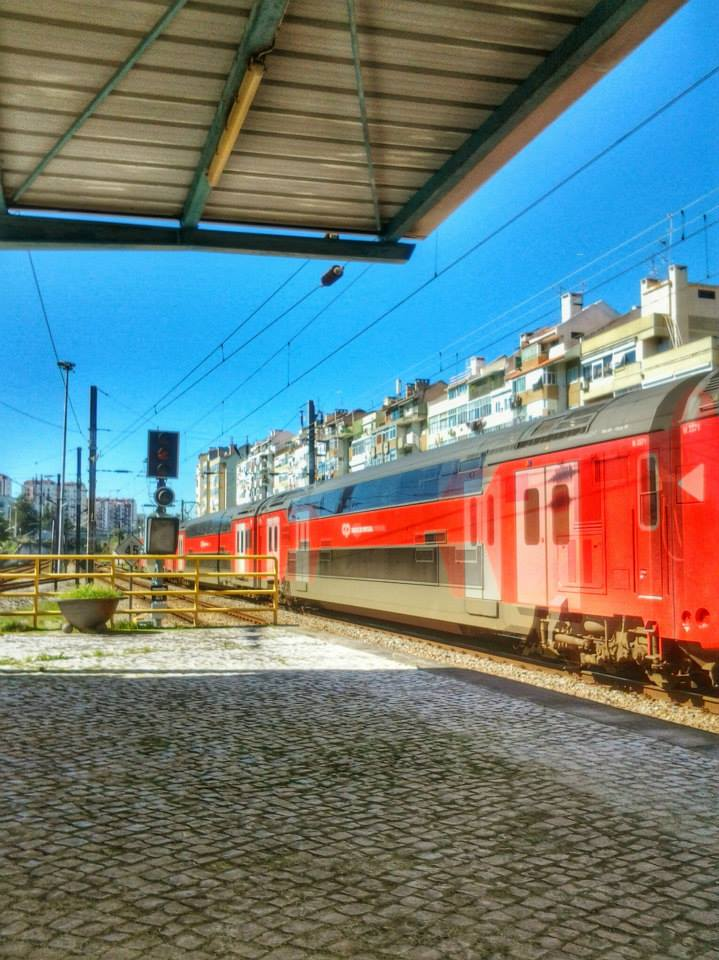
Comboio da série 3500 em Benfica, em 2014.

### Localização e acessos
Tem acesso, do lado norte da via, pela Rua da Venezuela, em Lisboa, ligando-se esta à Estrada de Benfica (eixo viário histórico para a ligação Lisboa-Sintra) pela Av. Gomes Pereira, construída para o efeito.[carece de fontes?] Do lado sul há um acesso de menor vazão que liga ao Bairro do Calhariz de Benfica.[carece de fontes?]

### Infraestrutura
Esta interface apresenta quatro vias de circulação, numeradas de I a IV, com comprimentos entre 215 e 236 m, respetivamente, e acessíveis por plataformas de 221 e 222 m de comprimento e 90 cm de altura, valores que se mantêm desde, pelo menos, janeiro de 2011..

### Serviços
Esta estação é servida por comboios de passageiros da CP: urbanos (Linha de Sintra).

## História
Esta interface situa-se no troço original da Linha de Sintra, entre Alcântara-Terra e Sintra, que foi aberta no dia 2 de Abril de 1887.

No âmbito da quadruplicação parcial da Linha de Sintra, na primeira metade da década de 1990, esta estação foi totalmente reconstruída, numa obra concluída a 18 de janeiro de 1995;[carece de fontes?] o edifício de passageiros anterior situava-se do lado norte da via (lado direito do sentido ascendente, para Sintra).